# Куасси, Яо Ассамуа
Яо Ассамуа Куасси (фр. Yao Assamoi Kouassi; род. 12 августа 2002, Абиджан) — ивуарийский футболист, нападающий клуба «Лефка».

## Карьера
В период с 2020 по 2021 года выступал за молдавский клуб «Суклея». В конце января 2022 года перешёл в белорусский клуб «Слуцк». В первых матчах Высшей Лиги был на скамейке запасных. Позже отправился в дубль слуцкого клуба, где в матче четвёртого тура чемпионата дублёров против «Минска» забил гол. Дебютировал за основную команду 27 мая 2022 года в матче против «Гомеля», выйдя в стартовом составе и отличившись результативной передачей. По окончании сезона с футболистом не продолжили сотрудничество. В декабре 2022 года по окончании срока действия контракта официально покинул клуб. В октябре 2023 года футболист присоединился к тоголезскому клубу «Эспуар». В январе 2024 года футболист на правах свободного агента стал игроком северокипрского клуба «Лефка».